# Quilindschy Hartman
Quilindschy Hartman (sinh ngày 14 tháng 11 năm 2001) là một cầu thủ bóng đá chuyên nghiệp người Hà Lan thi đấu ở vị trí hậu vệ cho câu lạc bộ Feyenoord tại Eredivisie và đội tuyển quốc gia Hà Lan.

## Danh hiệu
Feyenoord
- Eredivisie: 2022–23[4]